# Březová nad Svitavou
Pour les articles homonymes, voir Březová.
Březová nad Svitavou (en allemand : Brüsau) est une ville du district de Svitavy, dans la région de Pardubice, en République tchèque. Sa population s'élevait à 1 614 habitants en 2024.

## Géographie
Březová nad Svitavou se trouve à 13 km au sud-sud-est de Svitavy, à 69 km au sud-est de Pardubice et à 157 km au sud-est de Prague.
La commune est limitée par Hradec nad Svitavou au nord, par Sklené, Pohledy et Rudná à l'est, par Brněnec au sud, et par Bělá nad Svitavou et Banín à l'ouest.

## Histoire
La localité a été fondée en 1300.

## Administration
La commune se compose cinq sections :
- Březová nad Svitavou
- Česká Dlouhá
- Moravská Dlouhá
- Muzlov
- Zářečí nad Svitavou

## Galerie

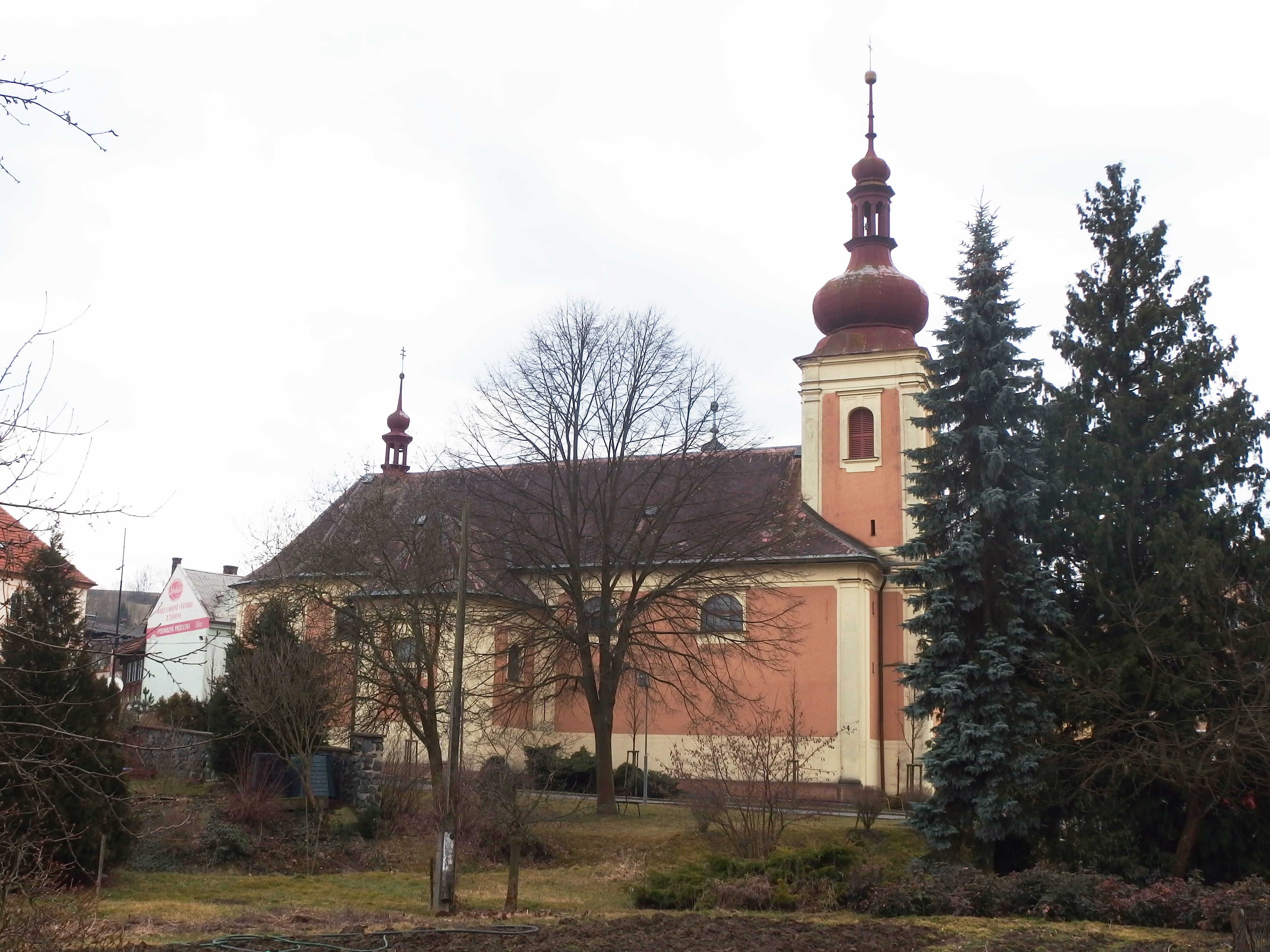
Église Saint-Barthélemy.
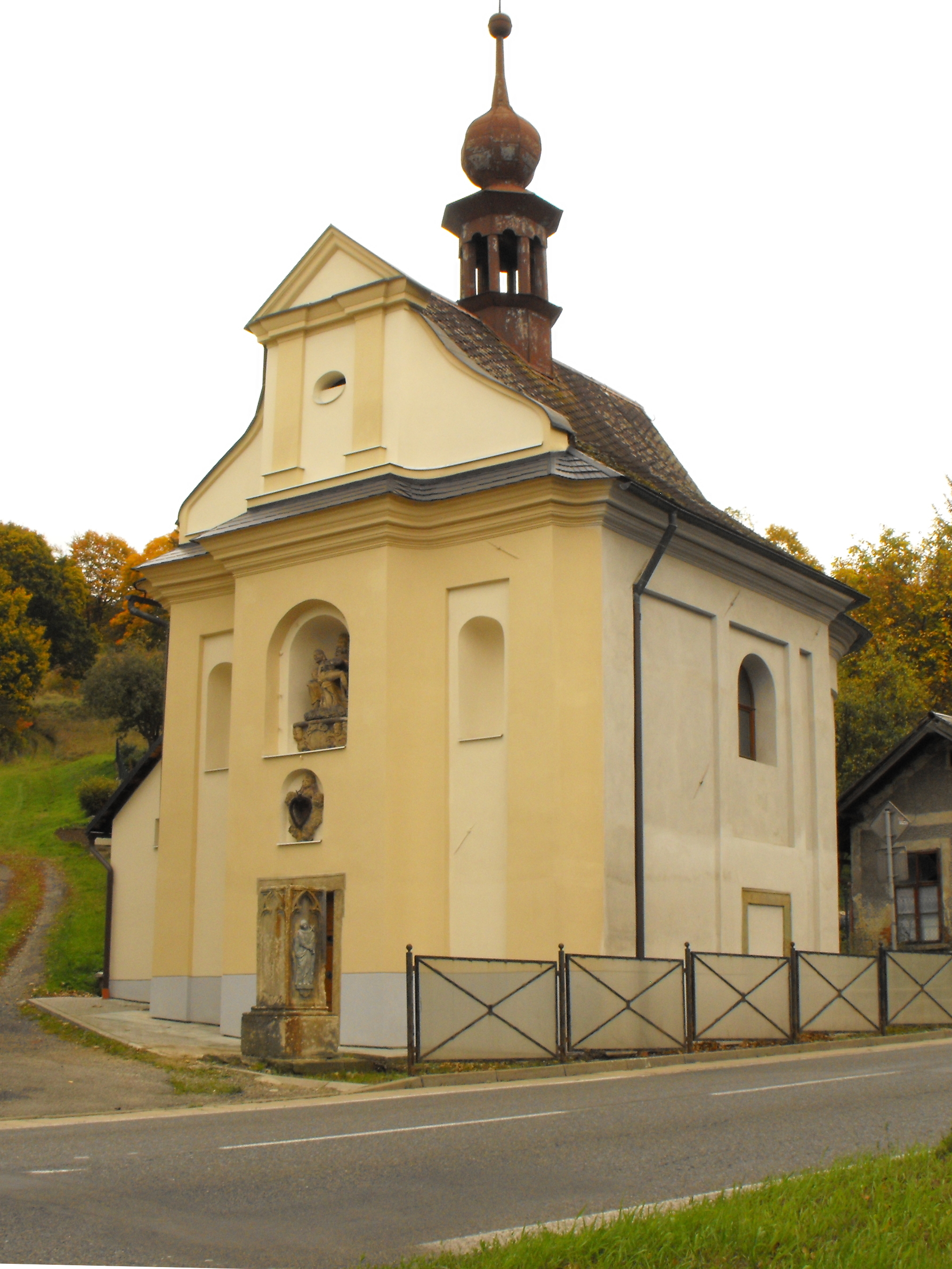
Chapelle des Quatorze Saints Auxiliateurs.

## Transports
Par la route, Březová nad Svitavou se trouve à 16 km de Svitavy, à 84 km de Pardubice et à 197 km de Prague.

## Personnalité
- Julie Šamberková (1846-1892), actrice, y est née.